# Янбак
Янба́к (рос. Янбак, башк. Янбаҡ) — присілок у складі Караідельського району Башкортостану, Росія. Входить до складу Кірзинської сільської ради.
Населення — 66 осіб (2010; 121 у 2002).
Національний склад:
- башкири — 64 %